# Таррелл, Джеймс
Джеймс Таррелл (англ. James Turrell; род. 1943, Лос-Анджелес, США) — современный американский художник.

## Образование
- Pomona College
- Claremont Graduate School in Claremont, Калифорния

## Творчество
Творчество Таррелла посвящено изучению света и пространства. Будь то использование света на закате или сияния телевизора — искусство Таррелла помещает зрителей в реалии чистого опыта. Таррелл манипулирует светом как скульптор глиной. Каждая инсталляция активизирует сенсорное восприятие, которое способствует открытию: что казалось, например, кубом, в действительности — две световые плоскости проецируемого света, а чёрный квадрат на потолке — портал в ночное небо. Творчество Таррелла находится где-то между логическим дискурсом и чистым наблюдением. Художник создает работы, которые свидетельствуют о расхождении между знанием и восприятием. То, что Таррелл показывает зрителям, не является иллюзией или обманом, это удивительная реальность.
Таррелл принадлежит к группе калифорнийских художников, которые экспериментировали со светом и восприятием в конце 1960-х. Тогда он, Роберт Ирвин (Robert Irwin), Дуглас Уилер (Douglas Wheeler) и другие были участниками движения «Свет и Пространство Калифорнии» (California’s Light and Space Movement). Для этой группы художников тема произведения искусства как объекта была пройденным этапом. Их интересовали феномены восприятия, чистое исследование визуального опыта. Анализ привел к созданию окружения с тщательно просчитанным светом и пространством, которое вызывало у зрителя оптические эффекты.

### Геометрические формы из света
Первые проекты Таррелла были осуществлены в Mendote Hotel в Калифорнии, который он арендовал как студию и выставочное пространство с 1966 по 1972. Здесь, используя перекрестно проецируемый галогенный свет, художник создавал геометрические формы, которые взаимодействовали с интерьером и внешним пространством. Многие произведения художника связаны со сложностью восприятия света. Wedgework III (1974) не является исключением: в темноте виден объём из флуоресцентного фиолетового света, похожий на клин. Источник света остается вне поля зрения, видна только проекция. Этот свет не освещает какой-либо объект, он сам является объектом.

### Кратер Роден

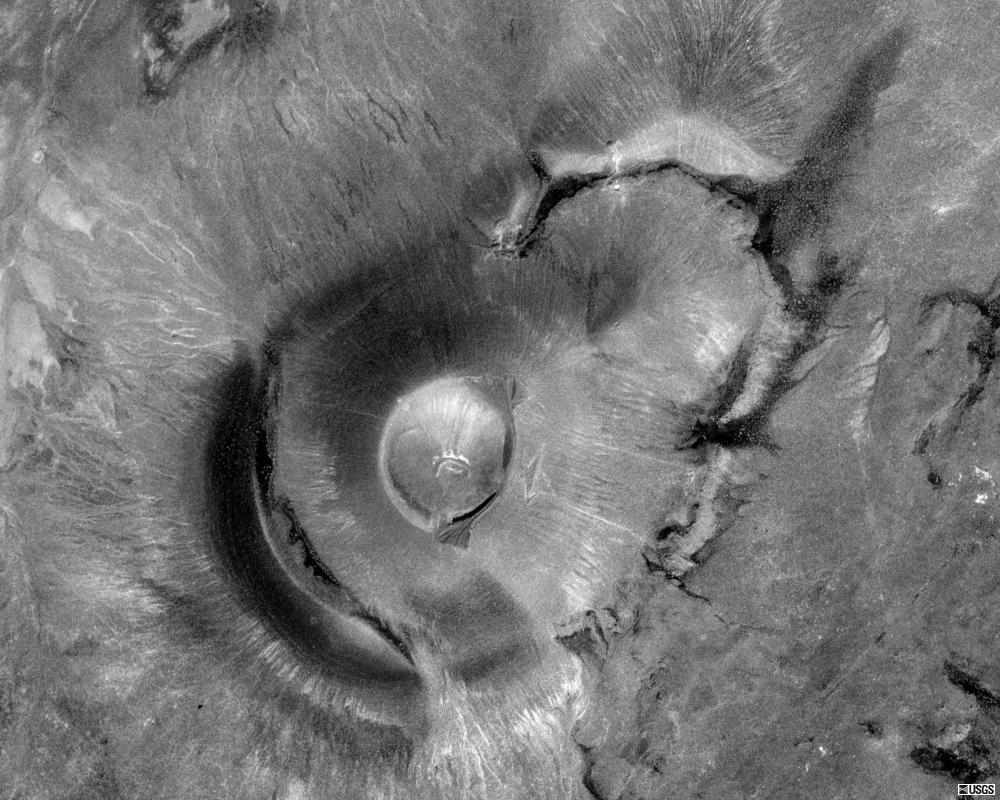
Спутниковый снимок Roden Crater в Аризоне

С 1972 Таррелл занимается преобразованием кратера Роден в масштабное произведение искусства. Этот потухший вулкан расположен на юго-западе Окрашенной пустыни в Северной Аризоне. Как обсерватория, кратер Роден позволяет посетителям увидеть небесные явления невооруженным глазом. Строительство данного проекта находится в ведении Dia Art Foundation и Skystone Foundation при поддержке со стороны Lannan Foundation.

### Space Division Constructions
В 1976 Таррелл начал серию Space Division Constructions. В этих работах Таррелл разделял выставочное пространство при помощи перегородки с отверстием на две зоны: для зрителей и света. Таррелл создает оптическую иллюзию, благодаря которой зритель воспринимает прямоугольное отверстие как плоскую монохромную поверхность. Длительное разглядывание дает удивительный сдвиг в восприятии.

### Skyspaces
В 1970-х Таррелл начал серию работ, которые он описывает как «небесные пространства» (skyspaces). Это закрытые пространства — комнаты или отдельно стоящие структуры, с открытым доступом к небу посредством прямоугольного или круглого отверстия в крыше. Хотя они несут архитектурный характер, эти пространства существуют для создания световых эффектов и восприятия событий, которые являются искусством Таррелла. Tending, (Blue) был создан для Nasher Sculpture Center. Чтобы достигнуть оптического эффекта, Таррелл скоординировал сложную систему подсветки, которая вступает во взаимодействие с природными циклами восхода и захода солнца и реагирует на постоянно меняющиеся атмосферные условия. Расположенный в северной части скульптурного сада, Tending, (Blue) размещен в структуре из грубых блоков чёрного гранита и состоит из двух самостоятельно функционирующих, но связанных между собой, компонентов: вестибюля и «небесного пространства».

### Tall Glass
В 2000-х Таррелл начал создавать серию Tall Glass. В этой серии художник добавил временной элемент. Каждая работа состоит из светодиодов, запрограммированных менять цвет с течением времени, по аналогии с изменением цвета неба. Зритель видит только крупные, плавучие, тонко меняющиеся области света.

## Награды и гранты
С 1968, когда Таррелл получил грант от Национального фонда искусств, художник стал получателем порядка девятнадцати наград: от Фонда стипендий Джона Д. и Кэтрин Т. Макартуров (1984) до Chevalier des Arts et des Lettres от французского правительства (1991). На протяжении шести лет, с 1997 по 2002, Таррелл получил шесть различных призов и наград и стал почетным доктором Художественного института Чикаго (1999), Университета Клермонт в Калифорнии (2001), Королевской академия искусств в Лондоне (2002).

## Персональные выставки
| - 2008 Total Museum of Contemporary Art, Сеул - 2008 Baldwin Gallery, Аспен - 2007 Pomona College Museum of Art, Клермонт - 2007 Light Leadings, PaceWildenstein, Нью-Йорк - 2006 A Life in Light, Louise Blouin Institute, Лондон - 2006 Griffin Contemporary, Санта-Моника - 2006 Alta White, Центр Помпиду, Париж - 2005 Underground Gallery, Yorkshire Sculpture Park, Wakefield, Западный Йоркшир - 2005 Tall Glass, Galerie Almine Rech, Париж - 2005 Light Projections 1968 and Light Works 2005, PaceWildenstein, Нью-Йорк - 2004 Institut Valencià d’Art Modern, Валенсия - 2004 Early Light Works — Griffin Contemporary, Санта-Моника - 2004 Galerie Almine Rech, Париж - 2004 Paik Hae Young Gallery, Сеул - 2004 Projection Works 1966 — 69, Albion, Лондон | - 2004 In Light, Gallery 400, Университет Иллинойса в Чикаго, Чикаго - 2004 Galerie Almine Rech, Париж - 2004 First Light Portfolio, Milwaukee Art Museum, Милуоки - 2004 Autonomous Structures — Griffin Contemporary, Санта-Моника - 2004 New Holograms — Baldwin Gallery, Аспен - 2003 Knowing Light — Henry Art Gallery, Сиэтл - 2003 PaceWildenstein, Нью-Йорк - 2003 Kunsthaus Zug, Цуг - 2003 Light and Land — Sonoma County Museum, Санта-Роза - 2002 Into the Light — The Mattress Factory, Питтсбург - 2002 Holograms — Albion — London, Лондон - 2002 Galerie Almine Rech — Paris, Париж - 2001 Haus Konstruktiv, Stiftung für konstruktive und konkrete Kunst, Цюрих - 2001 Baldwin Gallery, Аспен | - 2000 Galerie Almine Rech, Париж - 1999 Hi-test — Galerie Almine Rech — Paris, Париж - 1999 Museum of Contemporary Art — North Miami (MOCA), Майами - 1998 Space Division and Wedgework, Centre for Contemporary Art Ujazdowski Castle, Варшава - 1998 Where Does the Light in Our Dreams Come From? — Setagaya Art Museum, Токио - 1998 Lightwork — Orange County Museum of Art, Ньюпорт-Бич - 1998 Spirit and Light — Contemporary Arts Museum Houston, Хьюстон - 1997 Kunsthaus Bregenz, Брегенц - 1994 Ghost Wedge — Aspen Art Museum, Аспен - 1994 Magasin 3 Stockholm Konsthall, Стокгольм - 1992 Works 1967—1992 — Henry Art Gallery, Сиэтл - 1990 First Light Series — Regen Projects, Лос-Анджелес - 1990 First Light, Музей современного искусства, Нью-Йорк |

## Публичные коллекции
| - Музей Гуггенхайма, Нью-Йорк - Художественный музей Индианаполиса - Музей изящных искусств, Хьюстон - Музей современного искусства, Нью-Йорк - Фонд современного искусства De Pont, Нидерланды - Nasher Sculpture Center, Даллас, Техас - Kunsthaus Bregenz, Брегенц - Museum für angewandte Kunst (MAK), Вена - Museum voor Hedendaagse Kunst Antwerpen, Антверпен - Монреальский музей современного искусства, Монреаль - FRAC — Limousin, Лимож - Musée d’Art Contemporain Lyon, Лион | - Fondation Cartier pour l’art contemporain, Париж - Museum für Moderne Kunst (MMK), Франкфурт - Städtische Galerie im Lenbachhaus & Kunstbau, Мюнхен - Museum gegenstandsfreier Kunst, Оттерндорф - Centre for international light art, Унна - The Israel Museum, Иерусалим - Berardo Museum — Collection of Modern and Contemporary Art, Лиссабон - Centro de Artes Visuales Helga de Alvear, Касерес - Centro Galego de Arte Contemporánea, Сантьяго-де-Компостела - Magasin 3 Stockholm Konsthall, Стокгольм | - Kunstmuseum Bern, Берн - Yorkshire Sculpture Park — YSP, Wakefield, Западный Йоркшир - MIT List Visual Arts Center, Кэмбридж - Nora Eccles Harrison Museum of Art, East Logan - Los Angeles County Museum of Art (LACMA), Лос-Анджелес - MOCA Grand Avenue, Лос-Анджелес - The Mattress Factory, Питтсбург - Музей современного искусства Сан Франциско (SFMOMA), Сан-Франциско - Scottsdale Museum of Contemporary Art — SMoCA, Скотсдейл - Henry Art Gallery, Сиэтл - Hirshhorn Museum and Sculpture Garden, Вашингтон |